# Hank Shermann
Hank Shermann född Rene Krolmark i Danmark. Han började spela gitarr 1977.
Shermann är nog mest känd för sina framträdanden med Mercyful Fate och Force Of Evil, där också Michael Denner är med.
Han har varit medlem i flera band; Brats, Fate, Zoser Mez, Gutrix, Virus 7, Force of Evil. Hans senaste band Demonica, thrash metal gavs ut av Massacre Records, i oktober 2009. Hank turnerade tillsammans med Volbeat på deras nordamerikanska turné 2012. Hank gjorde ett gästframträdande tillsammans med Mercyful Fate på Metallicas 30-årsjubileumskonsert 2012.

## Band
- Brats
- Mercyful Fate
- Force of Evil
- Zoser Mez
- Gutrix
- Virus 7
- Demonica
- Volbeat